# Imaginary Day
Imaginary Day – dziewiąty studyjny (dwunasty w dyskografii) album grupy Pat Metheny Group, wydany w 1997 r. przez wytwórnię Warner Bros. Records.
Album zdobył w 1999 r. dwie nagrody Grammy, jedną w kategorii Best Contemporary Jazz Album, a drugą za utwór „The Roots of Coincidence” (w kategorii Best Rock Instrumental Performance).
W Polsce nagrania uzyskały status złotej płyty.

## Lista utworów
1. „Imaginary Day” (Metheny i Mays) – 10:11
2. „Follow Me” (Metheny i Mays) – 5:56
3. „Into The Dream” (Metheny) – 2:27
4. „A Story Within The Story” (Metheny i Mays) – 8:01
5. „The Heat of The Day” (Metheny i Mays) – 9:44
6. „Across The Sky” (Mays i Metheny) – 5:13
7. „The Roots of Coincidence” (Metheny i Mays) – 7:48
8. „Too Soon Tomorrow" (Metheny) – 5:45
9. „The Awakening” (Metheny i Mays) – 9:28

## Skład zespołu
- Pat Metheny – gitary
- Lyle Mays – fortepian, instrumenty klawiszowe
- Steve Rodby – gitary basowe
- Paul Wertico – perkusja
- David Blamires – wokal, gitara, trąbka, skrzypce, melofon
- Mark Ledford – wokal, skrzydłówka
- David Samuels – instrumenty perkusyjne
- Glen Velez – instrumenty perkusyjne
- Don Alias – instrumenty perkusyjne
- Mino Cinelu – instrumenty perkusyjne

## Miejsca na listachBillboardu
| Rok  | Lista                        | Miejsce |
| ---- | ---------------------------- | ------- |
| 1997 | The Billboard 200            | 124     |
| 1997 | Top Contemporary Jazz Albums | 1       |